# Поляни (Бутурлинський район)
Поляни (рос. Поляны) — село в Бутурлинському районі Нижньогородської області Російської Федерації.
Населення становить 29 осіб. Входить до складу муніципального утворення Ягубовська сільрада.

## Історія
Від 2009 року входить до складу муніципального утворення Ягубовська сільрада.

## Населення
| 1999 | 2002 | 2010 |
| ---- | ---- | ---- |
| 84   | ↘70  | ↘29  |